# 香水 (小說)
《香水：一个谋杀犯的故事》（德語：Das Parfum – Die Geschichte eines Mörders）是德国作家帕特里克·聚斯金德于1985年发表的一部小说。這本書在出版之後始终高居德国畅销书排行榜前列，除了已被译成超過30种以上的文字版本外，也在2006年被德國導演湯姆·提克威改拍成英文電影——《香水》。

## 情节概要
小说描述了一个出生即失去双亲的男孩儿：让-巴蒂斯特·格勒努耶，他是一个自身沒有體味、却拥有异常灵敏的嗅觉的人，以占有味道、收集味道为目的而杀害年轻女子，以做出一瓶能够改变世界的香水的传奇故事。

## 主要人物
- -巴蒂斯特·格勒努耶（Jean-Baptiste Grenouille）
- 朱塞佩·巴尔迪尼（Giuseppe Baldini）
- 劳拉·李奇（Laura Richis）
- 安托万·李奇（Antoine Richis）
- 加拉尔夫人

## 发生时间

### 早年经历
格勒努耶于1738年7月17日在蒙马特尔的建于公墓边的食品交易市场出生，由于母亲涉嫌故意伤害罪（并于1738年8月，9月左右被斩首），所以格勒努耶只能于1738年9月10月左右转交长老泰里埃，当天，格勒努耶的抚养权再次被转交，并暂时于加拉尔夫人处经营的孤儿院安居。孤儿院的孤儿们似乎对于格勒努耶的到来并不接受，而格勒努耶则凭借着自己的顽强生命力活了下来。1741年，格勒努耶学会了如何站立；1742年，格勒努耶学会了如何说话；1744年，格勒努耶的嗅觉能力得到了进一步地发展，他能通过自身的嗅觉掌握周边的一切。1744年，修道院正式停止发放格勒努耶的抚养费用。

### 早年学徒经历
格勒努耶于1746年正式开始在格尼马皮革老板处开始做工，并于1747年正式断绝领养关系。1747年末至1748年初，格勒努耶由于长时间接触有害物质以及皮革，不幸患上了炭疽病，然而于一个星期后凭借着奇迹般的身体素质再次康复，并于此次病例中获得了伤口免疫的能力。1750年至1751年，格尼马给予了格勒努耶一定空间的自由，使他能够有自由做自己喜欢的事情。1753年9月1日，格勒努耶于国王即位周年纪念日庆祝活动上杀害了一名妙龄少女，并于这一天明白了自身生活的意义——寻找气味，并把美好的气味占为己有。同年，格勒努耶借送货之便，在巴尔迪尼处开始了自己的新学徒生活，在此期间，格勒努耶学会了现代香水制作技术；如何制作酊剂、浸汁、香精。1753年，格勒努耶患有梅毒性座疮变异症，并发晚期化脓性麻疹，于一个星期后康复。三年后，巴尔迪尼利用格勒努耶的出色能力赚到了不义之财，并成为了欧洲大陆上著名的香水专家。同年五月，格勒努耶结束了在巴尔迪尼处的学徒生活，并开始了他自己的旅行。

### 周游法国阶段
1756年5月，当格勒努耶离开巴尔迪尼处时，巴尔迪尼的居所正式倒塌，同时，格勒努耶正在向奥尔良地区前进，八个星期后，他正式改变旅行的方针，并尽量远离开发区域。1756年8月，格勒努耶正式抵达康塔尔山脉，并开始了为期7年的隐居生活。1763年，正式结束为期7年的隐居生活，其经历被皮埃尔福市长记录，并告知埃斯皮纳侯爵详细情况。五天后，开始了恢复活力的治疗。

## 改編作品
- 《香水》2006年英語電影。
- 《香水 (電視劇)》2018年德國電視劇。